# Irodalmi Centrifuga
Az Irodalmi Centrifuga (ICA) női, civil és irodalmi online folyóirat. Rádiós irodalmi műsorként indult 2003-ban, alapító szerkesztői Bódis Kriszta (író, dokumentumfilmes) és Gordon Agáta (író). Felelős szerkesztője Gordon Agáta.

## Működése
Nyitott rendezvényeire 2005-től kerül sor. Dokumentálja az Irodalmi Centrifuga estjeit, és nőirodalmi archívumot hozott létre. Tartalmában cikkek, interjúk, novellák, versek, beszámolók, programajánlók stb. szerepelnek. Nők által írott könyvek, vagy a nőket mint kisebbséget érintő és értelmező tanulmánykötetek recenzióit is közli. Főbb rovatai: Műhely, Versvasárnap, Világ tanítónői, divatic@, Tavalyi flow, Ajánló.

## Külső hivatkozások
- Az Irodalmi Centrifuga lapja
- Barcza Réka: Le a rózsaszín cukormázzal!